# 森宮隆
森宮 隆（もりみや りゅう、1975年1月19日 - ）は、日本の俳優、声優。大沢事務所所属。

## 人物
日本大学芸術学部映画学科を中退する。父親は元・NHKプロデューサーの高橋康夫で母親は女優の三田佳子である。舞台を中心に活動していたが、『NCIS 〜ネイビー犯罪捜査班』のアンソニー・ディノッゾ役に抜擢されたことをきっかけに吹き替えの仕事もこなすようになる。近年はアニメにも出演するなど声優業に軸足を移している。声の仕事のみB-Boxの預かりとなっていたが、2023年9月1日、大沢事務所へ移籍。

## 私生活
2008年6月14日に元タレントの女性と結婚。2011年2月25日に長男が誕生。

## 出演

### 映画
- 男たちの大和/YAMATO
- エッチを狙え!-イヌネコ。-
- マンゴーと赤い車椅子

### テレビドラマ
- 大河ドラマ 元禄繚乱（1999年、NHK） - 萱野三平 役
- 明日を抱きしめて
- 浅見光彦シリーズ
- 南町奉行事件帖 怒れ!求馬
- 日向夢子調停委員事件簿
- 剣客商売
- 上条麗子の事件推理
- 渡る世間は鬼ばかり第10シリーズ - 小島隆
- 女と愛とミステリー 森村誠一サスペンス 鬼子母の末裔（2003年、テレビ東京） - 尾形誠 役
- ヘブンズ・フラワー The Legend of ARCANA（2011年、TBS） - 厳普賢 役
- 獣医さん、事件ですよ（2014年、読売テレビ） - 山中裕樹 役
- 相棒 season13 第2話「14歳」（2014年10月22日、テレビ朝日） - 緑川学園理事長・緑川文一郎 役
- PJ 〜航空救難団〜 第1話（2025年4月24日、テレビ朝日）

### 吹き替え

#### 映画（吹き替え）
- エクソダス:神と王（2015年） - 専門家 役（ユエン・ブレムナー）
- ジュラシック・ワールド（2015年） - 飼育係1 役
- CHAPPIE/チャッピー（2015年） - デクスター 役
- ヒットマン:エージェント47（2016年） - ガラド 役
- ウェディング・フィーバー ゲスな男女のハワイ旅行（2017年） - ボブ 役
- 男と女（2017年） - ギホン 役（コン・ユ）
- ナイスガイズ!（2017年） - ジョン・ボーイ 役（マット・ボマー）
- フリー・ファイヤー（2017年） - バーニー 役（エンゾ・シレンティ）[2]
- 愛と青春の旅だち（2018年、VOD版） - トッパー・ダニエルス 役（デヴィッド・カルーソ）
- アントマン&ワスプ（2018年） - スタルツ捜査官 役（ショーン・クライアー）[3]
- ヴァレリアン 千の惑星の救世主（2018年） - ジートー 役[4]
- ウェズリー・スナイプス コンタクト（2018年） - チャーリー 役（ジェディダイア・グッドエイカー）
- 怪物はささやく（2018年） - リアム・オマリー 役（トビー・ケベル）
- クリスマス・カンパニー（2018年） - トマ（ピオ・マルマイ） 役[5]
- ゲット・アライブ（2018年） - レオナルド・アンドレード 役（ピーター・ランサーニ）
- TAU/タウ（2018年） - COO 役
- ブリムストーン（2018年） - サミュエル 役（キット・ハリントン）
- IT/イット THE END “それ”が見えたら、終わり。（2019年） - エイドリアン 役[6]
- タリーと私の秘密の時間（2019年） - クレイグ 役（マーク・デュプラス）
- ミス・リベンジ（2019年） - ジミー 役（アンソニー・マッキー）
- ワンス・アポン・ア・タイム・イン・ハリウッド（2020年） - ロマン・ポランスキー 役（ラファウ・ザヴィエルチャ）[7]
- ブライトバーン/恐怖の拡散者（2020年） - ノア 役（マット・ジョーンズ）
- エンド・オブ・ステイツ（2020年） - カービー副大統領 役（ティム・ブレイク・ネルソン）
- 侵入する男（2020年） - マイク 役（ジョセフ・シコラ）
- 百万長者と結婚する方法（2020年） - フレディ 役（デヴィッド・ウェイン）[8] ※N.E.M版
- ランボー ラスト・ブラッド（2020年） - エル・フラコ 役（パスカシオ・ロペス）[9]※劇場公開版
- KILLERMAN/キラーマン（2020年） - スカンク 役（エモリー・コーエン）[10]
- ザ・グラッジ 死霊の棲む屋敷（2021年） - ウィルソン 役（ウィリアム・サドラー）[11]
- ホワイト・クイーン 〜白薔薇の女王〜（2021年） - エドワード4世 役（マックス・アイアンズ）[12]
- クライシス（2021年） - スタン 役（ニコラス・ジャレッキー）
- スイートガール（2021年） - シャー 役（ラザ・ジェフリー）
- ラストナイト・イン・ソーホー（2022年） - ジャック 役（マット・スミス）[13]
- ノック 終末の訪問者（2023年） - アンドリュー 役（ベン・オルドリッジ）[14]
- ファイナル・ブラッド2（2024年） - ウラジミール / ヴラド 役（アンドレイ・メイナート）[15]
- アマチュア（2025年） - エリッシュ 役[16]

#### ドラマ
- ブルーブラッド 〜NYPD家族の絆〜（2012年、ユニバーサルチャンネル）
- NCIS 〜ネイビー犯罪捜査班（2012年 - 、Dlife） - アンソニー・“トニー”・ディノッゾ 役（マイケル・ウェザリー）
- PERSON of INTEREST 犯罪予知ユニット シーズン4（2014年、AXN） - #15 カルヴァン・メイザー 役、#16 トレイ・ウェンダー 役
- NCIS: ニューオーリンズ（2015年、スーパー!ドラマTV） - アンソニー・“トニー”・ディノッゾ 役（マイケル・ウェザリー）
- オクニョ 運命の女（2017年、NHK） - ソン・ジホン 役（チェ・テジュン）[17]
- 花郎〈ファラン〉（2017年） - パンリュ 役（ト・ジハン）
- Marvel アイアン・フィスト（2017年-2018年、Netflix） - ダニー・ランド / アイアン・フィスト 役（フィン・ジョーンズ）
- Marvel ザ・ディフェンダーズ（2017年、Netflix） - ダニー・ランド / アイアン・フィスト 役（フィン・ジョーンズ）
- レモニー・スニケットの世にも不幸なできごと（2017年、Netflix） - チャールズ 役
- Marvel ルーク・ケイジ（2018年、Netflix） - ダニー・ランド / アイアン・フィスト 役（フィン・ジョーンズ）
- FBI: 特別捜査班（2018年）
- ウォリアー（2019年、スター・チャンネル） - ア・サーム 役（アンドリュー・コージ）
- カウンターパート/暗躍する分身（2019年、WOWOW）
- ブラインドスポット タトゥーの女（2019年、WOWOW） - ドミニク・マスターズ 役（チャスカ・スペンサー）
- ザ・ルーキー 40歳の新米ポリス!?（2020年、WOWOW） - ティム・ブラッドフォード 役（エリック・ウィンター）[18]
- ナチ・ハンターズ（2020年、Amazonプライム） - トラヴィス・ライヒ 役（グレッグ・オースティン）
- FBI: Most Wanted 〜指名手配特捜班〜（2021年、WOWOW） - ケニー・クロスビー 役（ケラン・ラッツ）[19]
- THE LAWYER ～復讐の天秤～（2022年、WOWOW） - マルコス 役[20]
- イエローストーン（2022年、WOWOW）
- シー・ハルク:ザ・アトーニー（2022年、Disney+） - デニス・ブコウスキー 役
- ベルリン ER（2025年、Apple TV+） - ドム 役

### テレビアニメ
- 世界最高の暗殺者、異世界貴族に転生する（2021年、AT-X） - ハーメル 役
- 平家物語（2022年、フジテレビ） - 藤原成親 役
- BORUTO-ボルト- NARUTO NEXT GENERATIONS（2022年、テレビ東京） - サブレ 役
- め組の大吾 救国のオレンジ（2023年、日本テレビ） - 大隊長 役
- この会社に好きな人がいます（2025年、TOKYO MX） - 観客 役
- 俺は星間国家の悪徳領主!（2025年、朝日放送テレビ） - 司令官 役

### 劇場アニメ
- 映画 オッドタクシー イン・ザ・ウッズ（2022年）
- 機甲英雄 劇場版 我與我等於無限大（2023年） - 加百列 役[21]

### Webアニメ
- 機甲英雄 機鬥勇者 日本語版（2019年） - 加百列 役[22]

### 舞台
- 友情Friendship〜秋桜のバラード〜
- マウストラップ